# Nel Klaassen
Petronella Hélène Klaassen  conocida como Nel Klaassen (Arnhem, 21 de octubre de 1906 - Heemstede, 30 de septiembre de 1989) es una escultora de los Países Bajos. Escultora de relieves, pintora, dibujante y creadora de mosaicos. Se casó con el pintor Jaap Bouwhuys, con quien realizó muchos trabajos.

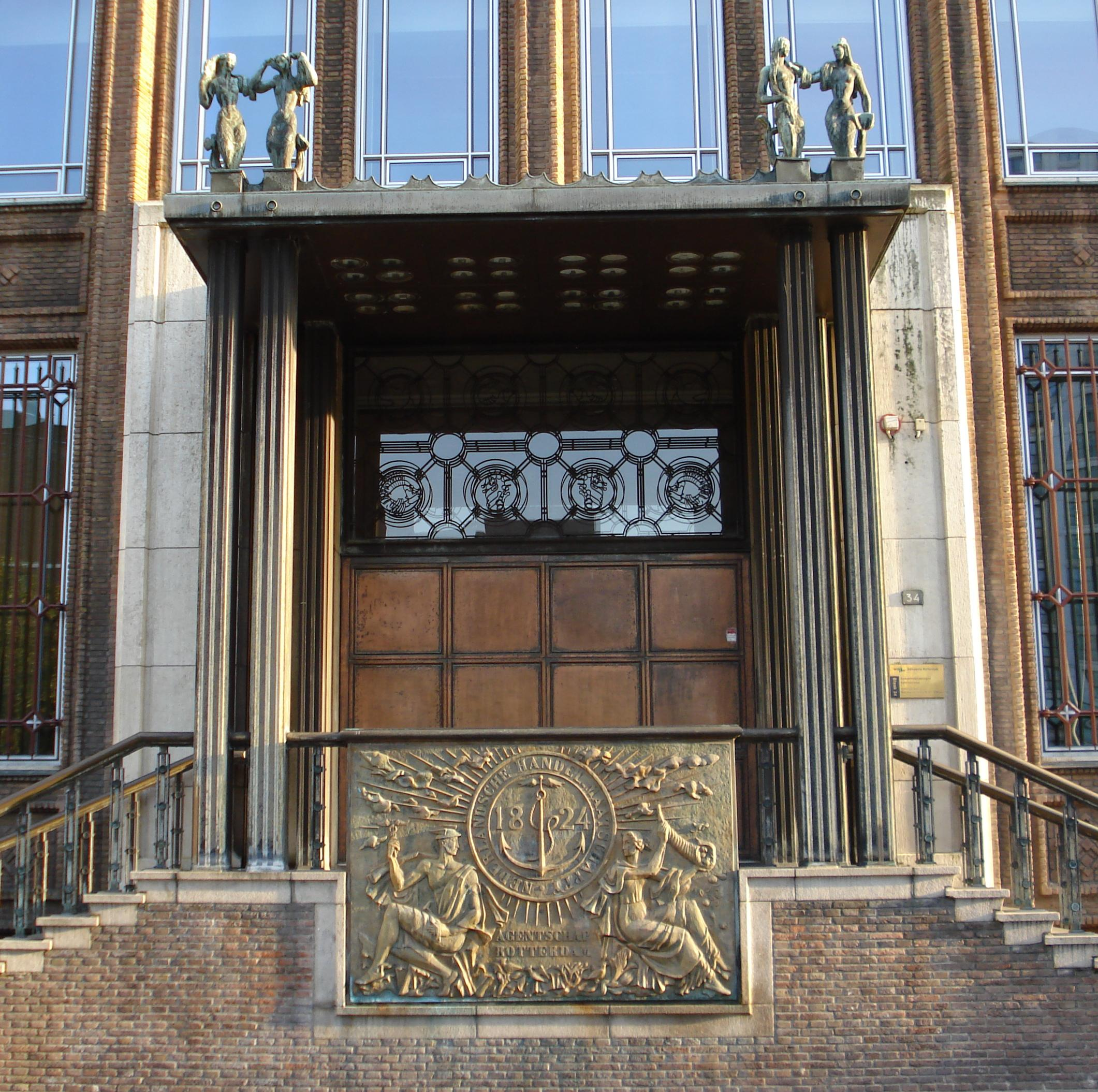
Portal del Nederlandsche Handel-Maatschappij, en la calle Blaak n.º 34, Róterdam.

## Datos biográficos
Petronella Hélène Klaassen recibido su formación como alumna del artista Gijs Jacobs van den Hof, quien le aconsejó en 1928 para continuar sus estudios con Jan Bronner en la Rijksakademie voor Beeldende Kunsten en Ámsterdam. Completó su formación en 1932, año en que ganó el Premio de Roma en escultura monumental y decorativa. Fue miembro de la asociación artística de San Lucas y del Círculo neerlandés de Escultores.
En 1948 diseñó la medalla de Coronación con motivo de la coronación de la Reina Juliana el 6 de septiembre de 1948. Participó, con algunos otros artistas, en la decoración interior de las naves Nieuw Amsterdam (1938) y Róterdam (V) (1959) para la Holland America Line
Nel Klaassen trabajó en el edificio del teatro, actualmente demolido, Rotterdamse Schouwburg (1945 - 1947), los locales bancarios del Nederlandsche Handel-Maatschappij en Ámsterdam y Róterdam (1950), el Banco de Ámsterdam  en Róterdam (1950) y los grandes almacenes de la Colmena (De Bijenkorf) de La Haya.

## Obras
Entre las mejores y más conocidas obras de Nel Klaassen se incluyen las siguientes:
- Zwijndrecht: Daphne
- Haarlem: San Jorge y el dragón -St. Joris met de draak -  (hacia. 1930)
- Ámsterdam: Jan Oudegeest, busto (1932) sede de la NVV
- Middelburg: Relieve de la fachada en Cluys  - Gevelreliëf In de Cluys (1942)
- Laren: Monumento a los caídos (1949)[6]
- Arnhem: Treurende vrouw - Mujer llorando (monumento  2ª Guerra Mundial) (1950)
- Zandvoort: Sirena y Niño - Zeemeermin met kind-  (1963)

## Galería

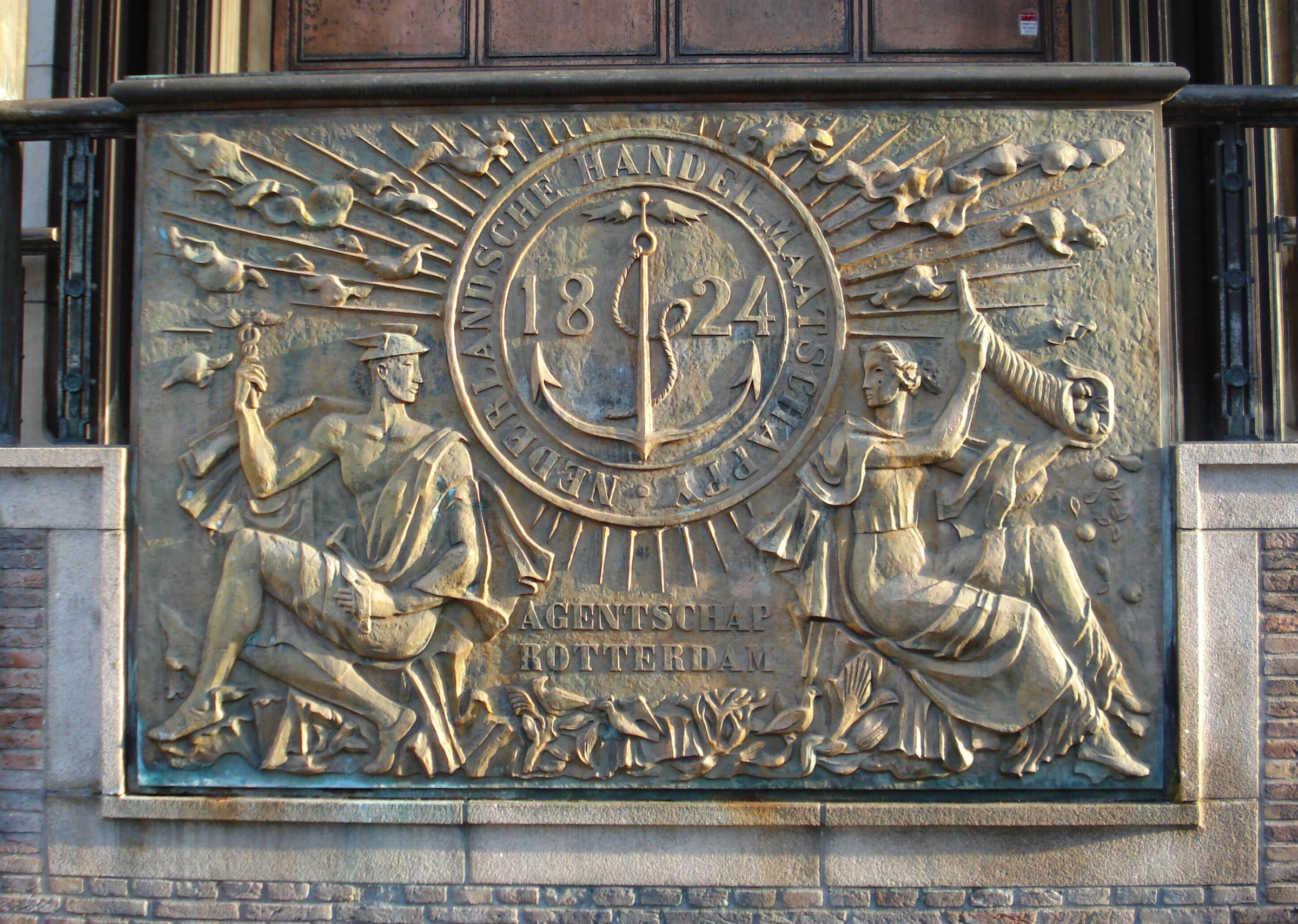
Calle Black nº34. Róterdam
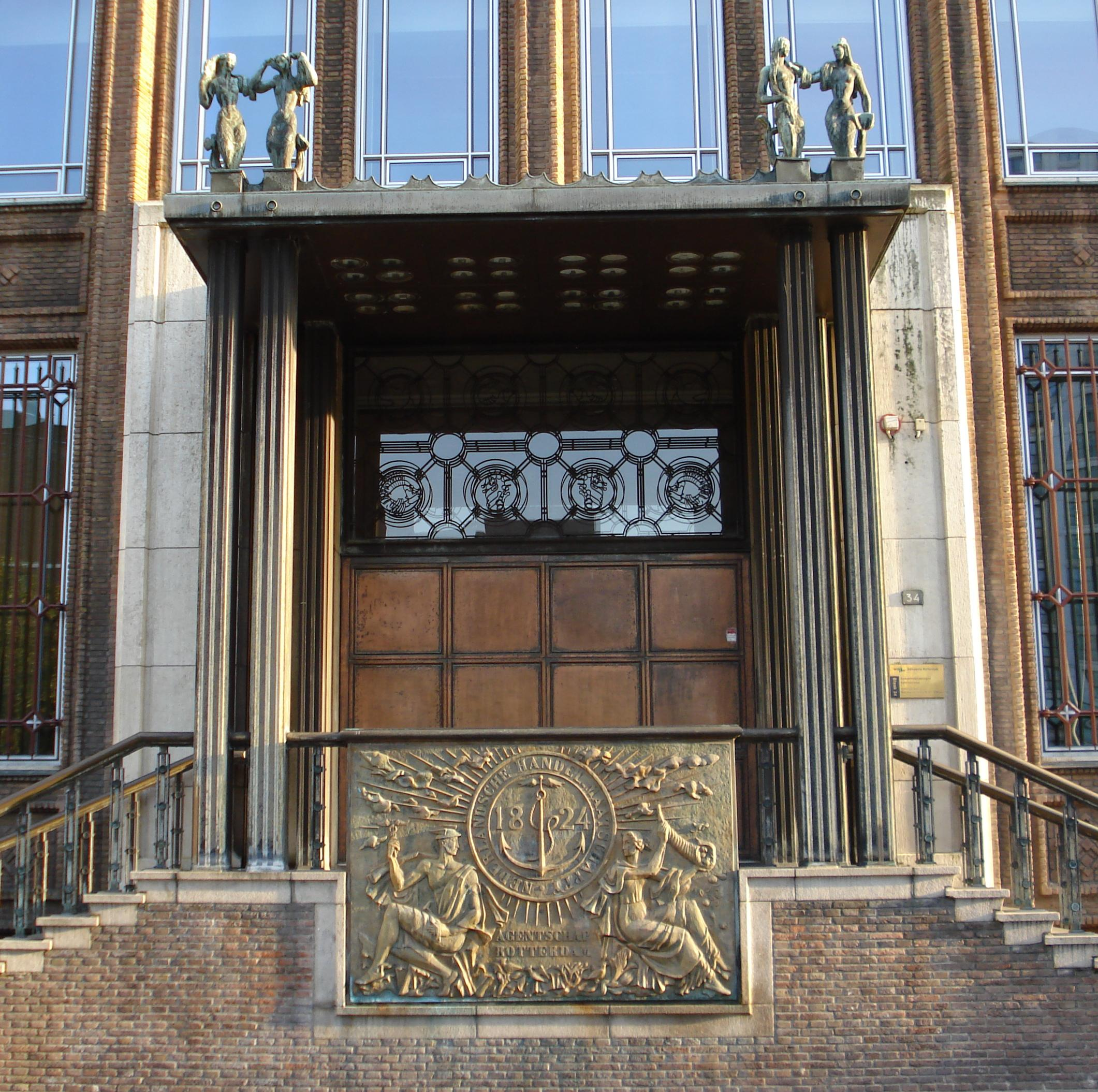
Calle Black nº34. Róterdam
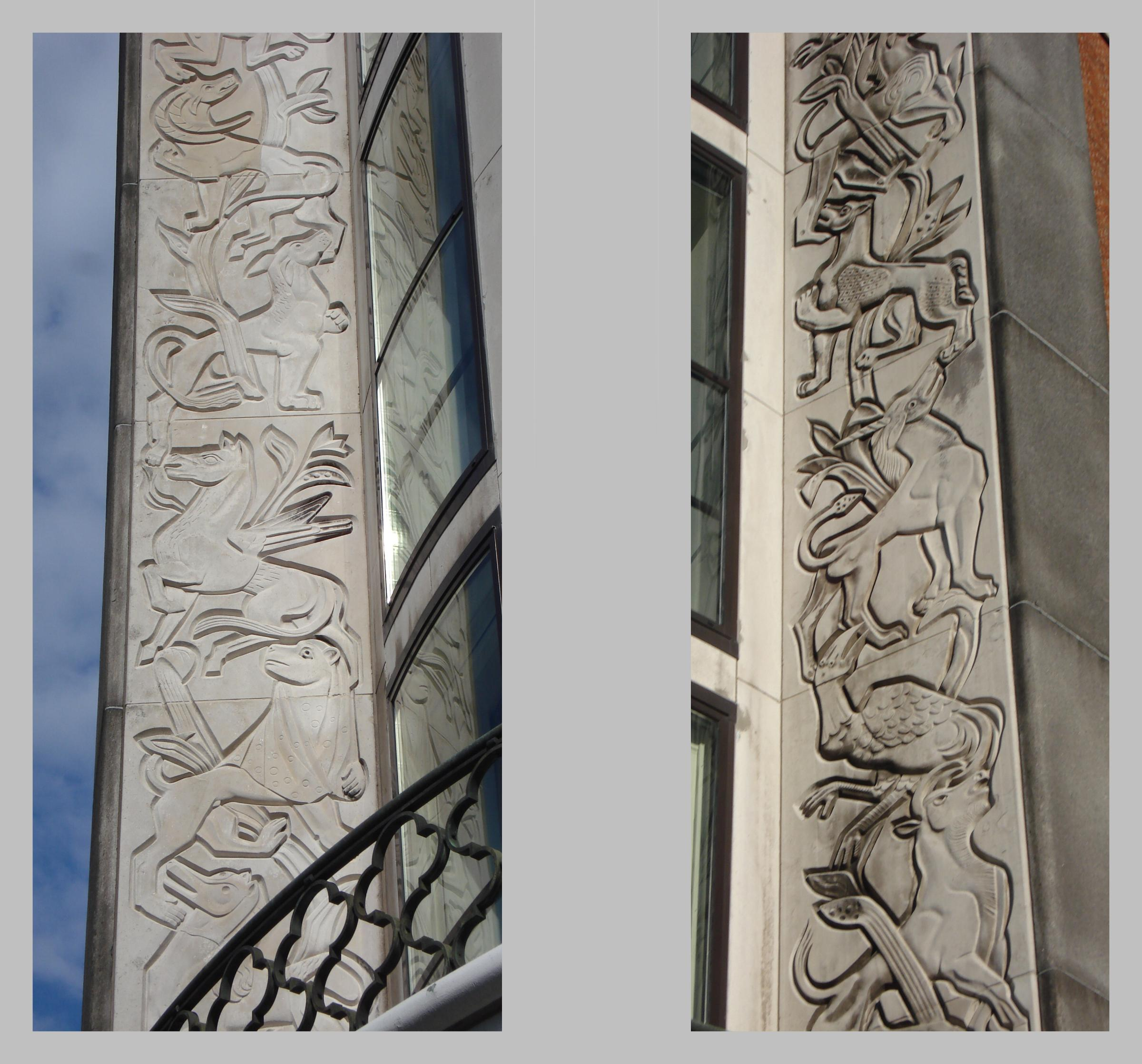
Calle Black nº40. 1950. Róterdam
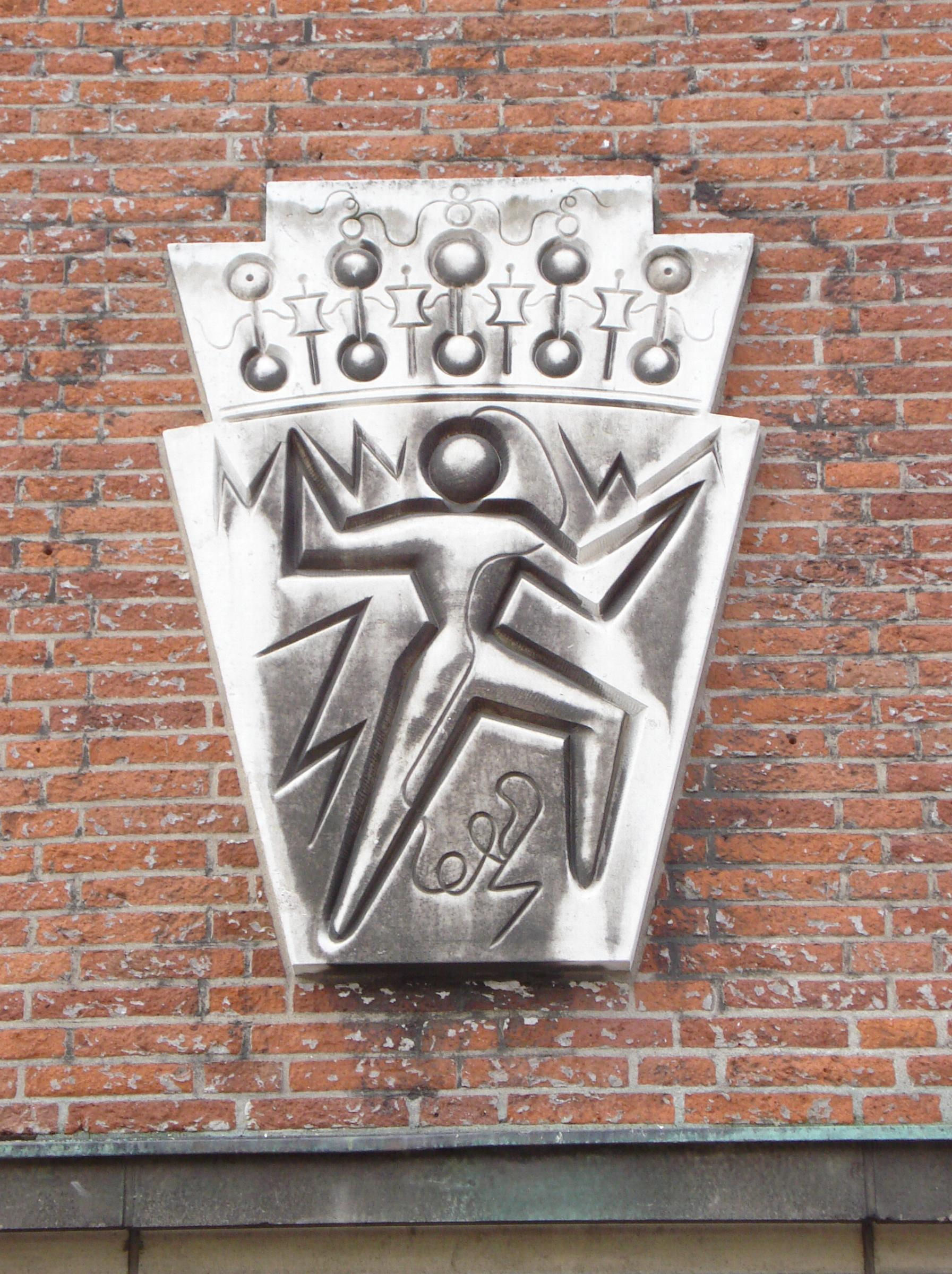
Róterdam